# 601 Nerthus
Nerthus (asteróide 601) é um asteróide da cintura principal com um diâmetro de 73,32 quilómetros, a 2,8153496 UA. Possui uma excentricidade de 0,1019083 e um período orbital de 2 027,25 dias (5,55 anos).
Nerthus tem uma velocidade orbital média de 16,82235976 km/s e uma inclinação de 16,08426º.
Esse asteróide foi descoberto em 21 de Junho de 1906 por Max Wolf.